# 6. Unterseebootsflottille
A 6. Unterseebootsflottille foi uma unidade da Kriegsmarine que serviu durante a Segunda Guerra Mundial. Foi formada no dia 1 de Outubro de 1938 e permaneceu na ativa até o mês de Dezembro de 1939, sendo que neste período ficou conhecida como Unterseebootsflottille Hundius.
A Flotilha foi reformada no mês de Julho de 1941 em Danzigue, sendo neste período inicial uma Flotilha de treinamentos. Mais tarde, no mês de Fevereiro de 1942 foi enviada para St. Nazaire, onde veio a se tornar uma flotilha de combates. Os submarinos alemães começaram a deixar a base de St. Nazaire no mês de Agosto de 1944 e a unidade foi dispensada.

## Bases
| Outubro de 1938 - Dezembro de 1939 | Quiel       |
| Agosto de 1941 - Janeiro de 1942   | Danzigue    |
| Fevereiro de 1942 - Agosto de 1944 | St. Nazaire |

## Comandantes
| Comandante               | Data                               |
| ------------------------ | ---------------------------------- |
| Korvkpt. Werner Hartmann | Outubro de 1938 - Dezembro de 1939 |
| Korvkpt. Wilhelm Schulz  | Setembro de 1941 - Outubro de 1943 |
| Kptlt. Carl Emmermann    | Novembro de 1943 - Agosto de 1944  |

## Tipos de U-Boot
Serviram nesta flotilha um os seguintes tipos de U-Boots:
| até 1939  | IXA                 |
| após 1941 | VIIB, VIIC E VIIC41 |

## U-Boots
Foram designados ao comando desta Flotilha um total de 91 U-Boots durante a guerra:
| U-37, U-38, U-39, U-40, U-41, U-42, U-43        |
| U-44, U-87, U-136, U-209, U-223, U-226, U-228   |
| U-229, U-251, U-252, U-253, U-260, U-261, U-264 |
| U-269, U-270, U-277, U-290, U-308, U-312, U-335 |
| U-337, U-340, U-356, U-357, U-376, U-377, U-380 |
| U-385, U-386, U-404, U-405, U-411, U-414, U-417 |
| U-436, U-437, U-445, U-456, U-457, U-465, U-477 |
| U-585, U-586, U-587, U-588, U-589, U-590, U-591 |
| U-592, U-598, U-608, U-609, U-610, U-614, U-616 |
| U-623, U-626, U-627, U-640, U-642, U-648, U-655 |
| U-658, U-666, U-668, U-672, U-673, U-675, U-680 |
| U-703, U-705, U-742, U-756, U-757, U-758, U-766 |
| U-964, U-967, U-972, U-981, U-982, U-986, U-999 |